# Baal (videogioco)
Baal è un videogioco d'azione pubblicato dalla Psyclapse, un'etichetta appartenente alla Psygnosis, per Amiga, Atari ST, Commodore 64 e MS-DOS nel 1988-1989. È uno sparatutto a piattaforme, in scenari da esplorare a scorrimento nelle quattro direzioni, con ambientazione futuristica e infernale.
Era a volte considerato simile al precedente Obliterator della Psygnosis.

## Trama
Nel futuro 1999 è stato scoperto un antico portale che, una volta aperto, ha messo in comunicazione il nostro mondo con quello del demone Baal. Questo ha invaso la Terra con i suoi mostruosi servitori e rubato una macchina da guerra, poi suddivisa in componenti custodite separatamente da campi di forza. Una squadra speciale terrestre, i Guerrieri del Tempo, deve recuperare le componenti.
Il regno di Baal è composto da tre domini di aspetto differente, e nell'ultimo e più piccolo si trova infine Baal in persona da affrontare.

## Modalità di gioco
Baal si svolge in un ambiente bidimensionale di molti piani a piattaforme, a scorrimento in tutte le direzioni. La dimensione totale dell'area di gioco dichiarata sulla confezione è pari a 250 volte lo schermo. Il percorso non è lineare e il giocatore deve esplorare e mappare i luoghi.
Si controlla un soldato della squadra speciale con tuta, casco e fucile laser. Il personaggio può camminare a destra e sinistra, salire le scale a pioli che collegano i vari piani, saltare, e sparare con il laser in orizzontale; si può sparare anche dalle scale, ma non mentre si salta.
Il fucile si può potenziare per sparare in altre tre modalità, selezionabili da tastiera, ma è necessario avere le relative cartucce, difficili da trovare, tuttavia necessarie per completare la missione. Le tre modalità aggiuntive hanno anche munizioni limitate, ricaricabili in apposite postazioni.
I nemici sono esseri demoniaci di vari tipi, terrestri o volanti, per un totale di 100 mostri dichiarati sulla confezione, e mine immobili da non calpestare. I nemici sparano a loro volta abbondantemente e a volte può essere opportuno aggirarli.
Il soldato dispone di energia vitale che si consuma quando colpito dai proiettili nemici e si può recuperare negli stessi punti di ricarica dell'arma. In caso di scontro diretto con una mina o un mostro, o di caduta da altezza troppo elevata, si perde direttamente una vita.
C'è la possibilità di vincere vite superando un livello o ogni 5000 punti.
Sparsi per lo scenario si incontrano spesso campi di forza che bloccano il passaggio. Per disattivarli è necessario trovare e distruggere i relativi generatori; ogni campo è alimentato da un certo generatore situato altrove, questo dà una componente di rompicapo al gioco.
Si può trovare un jet pack con cui volare liberamente in tutte le direzioni e avere così la possibilità di raggiungere determinate aree. Il jet pack però ha un rapido consumo di carburante e se rimane a secco ci si schianta. È necessario raggiungere in tempo specifici punti di atterraggio per tornare sani e salvi a piedi.
Ci sono tre livelli corrispondenti ai tre domini di Baal, ciascuno con grafica di sfondo differente. Completata la raccolta di tutti i pezzi della macchina, rappresentata dallo spegnimento progressivo di spie luminose alla base dello schermo, si può raggiungere l'uscita per il livello successivo. Nel terzo e più piccolo livello non ci sono pezzi da trovare, ma si deve solo raggiungere e sconfiggere il boss.
Nei punti di rifornimento dell'energia si può salvare la propria posizione, limitatamente al primo livello. Nella versione Commodore 64 la funzione non è disponibile, ma c'è un sistema di password di fine livello.

## Accoglienza
Baal ricevette il più delle volte recensioni positive sulla stampa europea dell'epoca, su tutte le quattro piattaforme per le quali uscì.
All'epoca la Psygnosis era nota per l'alto livello qualitativo e i successi, mentre generalmente usava l'etichetta Psyclapse per i titoli più ordinari, infatti Baal poteva apparire poco originale.
Comunque la sua grafica e la sua giocabilità erano spesso apprezzate, e molte riviste dell'epoca gli assegnarono giudizi complessivi pari o vicini all'8/10.
Tilt fu particolarmente entusiasta della versione Atari ST, assegnandole il voto 18/20 all'interesse e 5/6 a grafica, animazione e sonoro.
Molti altri giudizi furono moderatamente positivi.
Qualcuno dei più rari giudizi complessivi sotto la sufficienza venne da Zzap! e da Power Play.